# Willem Jan Aalders

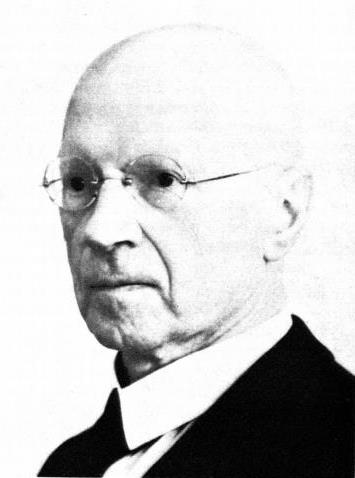
Willem Jan Aalders (1930)

Willem Jan Aalders (* 19. September 1870 in Amsterdam; † 19. März 1945 in Groningen) war ein niederländischer reformierter Theologe.

## Leben
Aalders kam als drittes von sieben Kindern des Predigers Willem Jan Goossen Aalders (1837–1900) und dessen erster Ehefrau Catharina van der Bom (1838–1882) zur Welt. Seine Mutter starb, als er elf war. In Kampen und Amsterdam besuchte er das Gymnasium. Anschließend studierte er Evangelische Theologie an der Universität von Amsterdam. 1909 wurde er an der Universität Leiden bei Pierre Daniel Chantepie de la Saussaye mit einer Dissertation über Schleiermachers Reden über die Religion als proeve van apologie zum Dr. der Theologie promoviert.
Nach pfarramtlicher Tätigkeit in Buiksloot (ab 1894) und Beesd (von 1901–15) berief die Generalsynode der Nederlandsche Hervormde Kerk Aalders 1915 zum kirchlichen Professor für Dogmatik, Geschichte und Lehre der Nederlandsche Hervormde Kerk und Kirchenrecht in Groningen. 1923 wurde er von der Regierung zum Professor für Ethik und Lehre vom Gottesdienst ernannt. 1929–1930 amtierte er als Rektor der Reichsuniversität Groningen. Er wurde 1941 emeritiert. Seit 1930 war er Mitglied der Königlich Niederländischen Akademie der Wissenschaften (KNAW).

## Schriften
- Schleiermachers Reden über die Religion als proeve van apologie (1909)
- Groote mystieken: Pseudo-Dionysius Areopagita (1913)
- Ziende op Jezus. Zes voordrachten over het Christendom (1926)
- Mystiek, haar vormen, wezen en waarde (1928)
- De tien geboden (1932)
- De incarnatie (1933)
- Het geweten (1935)
- De grond der zedelijkheid (1930)
- Handboek der ethiek (1941)
- Wetenschap als getuigenis (1930)
- Om de kerk (1931)
- Het woord existentie in het moderne wetenschappelijke spraakgebruik (1933)
- Ons leven. Voordrachten over het Christelijk leven, gehouden in de Martinikerk te Groningen (1934)
- Nieuw-Germaansche Theologie (1937)
- Toekomstbeelden uit vijf eeuwen: More, Bunyan, Mandeville, Fichte, Wells (1939)